# スカチャン (お笑いコンビ)
スカチャンは、吉本興業東京本社に所属する日本のお笑いコンビ。2009年9月結成。旧コンビ名は「ダックス。」。

## メンバー
みや（1986年10月23日 - ）（38歳）
ツッコミ担当。
福井県小浜市出身。
身長168 cm、体重58 kg、血液型はA型。
本名は宮本 和幸（みやもと かずゆき）、旧芸名は本名と同表記で読みは「みやもと わこう」。
趣味は東京ヤクルトスワローズ観戦、旅行。特技はホクロ占い、ホクロ鑑定、人相学、生年月日占い、望診法、開運都市伝説、ホクロメイク、小泉進次郎ものまね。
2021年7月22日、自身のYouTubeチャンネル『ホクロ占い芸人・宮本和幸の開運都市伝説チャンネル』の開設を公表。
2024年1月1日、芸名を「みや」へ改名した。

ヤジマリー。（1984年7月18日 - ）（41歳）
ボケ担当。
長野県上田市出身、長野県上田千曲高等学校・桜美林大学卒業。身長173 cm、体重67 kg、血液型はAB型。
本名は、矢島 啓太（やじま けいた）。
趣味はジャニーズ舞台・コンサート鑑賞、神社巡り。特技はジャニーズものまね、ダンス（ジャズ・ヒップホップ・ロック・ジャニーズ）、ローラーブレード、ローラーシューズ。
幼い頃からジャニーズに強い憧れを抱いており、中学時代から複数回ジャニーズ事務所に履歴書を送った。
同期の浜中英昌（シシガシラ）と6年間ルームシェアをしていた。
2024年2月26日に自身のXを更新、かねてより交際していた女性との結婚を報告した。

## 来歴
NSC大阪校を卒業したみやは、同期の芸人とコンビを結成して上京するも3か月で解散となり、以降はカラオケチェーンの新宿店でアルバイトを始めた。一方、ヤジマリー。も以前のコンビを解散し、同時期に同じカラオケチェーンの六本木店でアルバイトをしていた。そのチェーン店のバイトリーダーの会合において隣同士になった2人は、出身校は違えど同期かつ同じ吉本の芸人でそれぞれ相方を探していたことが分かると意気投合し、「ダックス。」を結成した。
2014年、BSスカパー!の看板芸人を決めるネタバトルオーディション『スカパー!看板芸人ファイナルオーディション』で優勝を成し遂げる。オーディション優勝者はスカパー!のペイ・パー・ビューチャンネル名である「スカチャン」に改名することが条件となっていたため、それに伴って「スカチャン」に改名した。
2020年12月、『ザ・細かすぎて伝わらないモノマネ』にて俵山峻（スクールゾーン）とのユニットで初出場。「大技を決めそうで絶対決めないシブがき隊」のものまねを披露し、準優勝を果たした。
みやが「ホクロ占い」でのピン出演が多かったが、ヤジマリー。もスプレー缶を使った「エンターテイメント」のネタをピンで披露する仕事が増加している。

## 出演

### テレビ
- あらびき団（TBS）
- スター姫さがし太郎（テレビ東京、2011年1月） - ヤジマリー。のみ
- 芸能人が見た! 投稿! 天然マジかよ!?スクープ（TBS、2011年8月）- みやのみ
- 爆笑ヒットパレード2013、フジ男選び（フジテレビ、2013年1月） - ダックス。2人とも準決勝進出。
- 笑っていいとも!木曜日のコーナー「思わず鏡を見てしまう!ホクロ鑑定」（フジテレビ、2013年6月 - 7月）
- プレミアの巣窟（フジテレビ、2014年6月） - みやのみ（ホクロ占い）
- 独占!ライブ至上主義（BSスカパー!、2014年9月）
- Midnightザップ（BSスカパー!、2014年11月 - 3月）
- スカパー!アワード2014（BSスカパー!、2014年12月）
- 華丸大吉の2020（フジテレビ、2015年7月）
- ALLザップ（BSスカパー!、2015年3月 - 2016年3月）
- 中居正広のミになる図書館（テレビ朝日、2015年9月） - みやのみ（ホクロ占い）
- 有吉ゼミ（日本テレビ、2015年10月） - ヤジマリー。のみ
- PON!（日本テレビ、2015年11月）
- ありがとッ!（テレビ神奈川、2015年12月） - みやのみ（ホクロ占い）
- スクール革命!（日本テレビ、2015年12月） - みやのみ（ホクロ占い）
- ものまねグランプリ（日本テレビ、2016年4月）
- 村上マヨネーズのツッコませて頂きます!（関西テレビ、2016年4月） - ヤジマリー。のみ
- 男のザップ 生イキ!ジャンポケクルーズ（BSスカパー!、2016年4月 - 2017年6月）
- ABChanZoo（テレビ東京、2016年4月、7月）
- 明石家地下王国（TBS、2017年1月）
- ウチのガヤがすみません!（日本テレビ、2017年4月・2017年7月） - みやのみ（ホクロ占い）
- めざましテレビ（フジテレビ、2017年7月・2019年1月） - みやのみ（ホクロ占い）
- 笑いのタマリバ（TBS、2017年8月） - みやのみ（ホクロ占い）
- 深夜に発見！新Shock感〜一度お試しください〜（テレビ東京、2017年4月、9月）
- ケンコバのバコバコTV（サンテレビ、2018年1月） - みやのみ（ホクロ占い）
- ノンストップ!（フジテレビ、2018年1月） - みやのみ（ホクロ占い）
- アッコにおまかせ!（TBS、2018年11月（ホクロ占い）、2019年8月・9月（小泉進次郎ものまね）、みやのみ（ホクロ占い））
- 博多華丸のもらい酒みなと旅2（テレビ東京、2019年3月、7月） - みやのみ（ホクロ占い）
- おじさん爆弾（CSテレ朝チャンネル1、2019年12月） - みやのみ（「ホクロ福増」としてホクロ占い）
- さんまのお笑い向上委員会（フジテレビ、2020年2月 - 11月・2021年7月） - ヤジマリー。のみ
- 爆笑そっくりものまね紅白歌合戦スペシャル（フジテレビ、2020年5月） - ヤジマリー。のみ
- コサキン・天海の超発掘!ものまねバラエティー マネもの（フジテレビ、2020年6月） - ヤジマリー。のみ
- あるある発見バラエティ 新shock感 それな!って言わせて（テレビ東京、2020年6月）
- ヒルナンデス!（日本テレビ、2020年9月） - みやのみ（ホクロ占い）
- ザ・細かすぎて伝わらないモノマネ（フジテレビ、2020年12月）
- おじさん爆弾（CSテレ朝チャンネル1、2020年12月 - ） - みやのみ（ホクロ福増としてホクロ占い）
- オールスター感謝祭'21春（TBS、2021年3月） - ヤジマリー。のみ
- ワンピースバラエティ 海賊王におれはなるTV（フジテレビ、2023年12月9日）VTR出演[12]
- 営業-1グランプリ2023（BSよしもと、2023年12月17日）
- キクテレミルラジ265（BSよしもと、2024年5月31日）
- 芸能人が本気で考えた！ドッキリGP (2024〜)
- 爆笑ヒットパレード(2025)
- 水曜日のダウンタウン(2025〜)

### ライブ
- 第1回スカチャン単独ライブ、スカチャンピオン（渋谷シアターD、2016年7月）
- 第2回スカチャン単独ライブ、スカCHANSE!!（大宮ラクーンよしもと、2016年11月）
- ヤジマリー。entertainment 1stコンサート、ヤジマリー。ZONE（ヨシモト∞ホール、2016年12月）
- 第3回スカチャン単独ライブ、スカチャン結成10周年単独ライブ、2×10〜NEVER GIVEワンチュッ！〜（ヨシモト∞ホール、2019年9月）

### ラジオ
- 島田秀平の開運ラジオ（2017年9月） - みやのみ（ホクロ占い）
- 芸人お試しラジオ「デドコロ」（2023年10月 - 11月、火曜会）

### ネット
- 放課後プリンセスの放送部プリーズ（マジ）（@TV AKIHABARA、2012年10月 - 12月） - MC担当
- ナマイキ!あらびき団（YNN、2013年4月） - みやのみ
- アイドル紹介番組「アイドルNaｖi」（神タワーちゃんねる、2013年6月 - 12月） - MC担当
- 篠崎愛の初体験ラボ アブナイ生検証バラエティー（AbemaTV、2016年12月） - みやのみ（ホクロ占い）
- AKB48 52ndシングル特番（ニコニコ生放送、2018年6月） - みやのみ（ホクロ占い）
- 声優と夜遊び（AbemaTV、2018年6月） - みやのみ（ホクロ占い）
- 待機！無理スカポリス（kawaiianTV、2018年12月） - みやのみ（ホクロ占い）
- ライムスター宇多丸の水曜TheNIGHT（AbemaTV、2019年1月） - みやのみ（ホクロ占い）
- AbemaPrime（AbemaTV、2019年8月（みやのみ・小泉進次郎ものまね）、9月（みやのみ・ホクロ占い））
- AbemaPrime（AbemaTV、2019年）
- ニコぶくろ冬フェスタ2016（ニコニコチャンネル、2016年1月） - みやのみ（ホクロ占い）
- ニコラジ（ニコニコチャンネル、2016年2月）
- 銀シャリ宮殿（GYAO!、2017年8月） - みやのみ（ホクロ占い）
- フジモンが芸能界から干される前にやりたい10のこと（AbemaTV、2017年8月） - みやのみ（ホクロ占い）
- 尼神インターの木曜TheNIGHT（AbemaTV、2017年8月） - みやのみ（ホクロ占い）
- HKT48ニコ生10時間ぶっ通しキス待ち特番（ニコニコ生放送、2017年8月） - みやのみ（ホクロ占い）
- AKB48グループユニットじゃんけん大会2017（ニコニコ生放送、2017年8月） - みやのみ（ホクロ占い）
- スカチャンのスカッ!とちゃんねる（占いTV、2018年2月、3月）

### 雑誌
- マンスリーよしもと - 2012年12月、みやのみ（ホクロ占い）
- 女性自身 - 2013年7月、みやのみ（ホクロ占い）
- sweet占いbook別冊  - 2015年6月、みやのみ（ホクロ占い）
- FLASH - 2016年12月、みやのみ（ホクロ占い）
- anan -  2018年6月、みやのみ（ホクロ占い）
- 女性セブン - 2018年7月、みやのみ（ホクロ占い）
- 美ST - 2018年10月、みやのみ（ホクロ占い）

## 書籍
- 宮本和幸『スカチャン・宮本の開運! ホクロ占い&メイク』竹書房、2017年7月28日。ISBN 978-4801911468。